# カルタゴ -愛の戦士たち-
『カルタゴ -愛の戦士たち-』（カルタゴ あいのせんしたち）は、星川とみによる日本の漫画作品。
『なかよしデラックス』（講談社）にて1980年1月号に前編が、2月号に後編が掲載された。

## あらすじ
時は古代。カルタゴ王家に男女の双子が生まれ、王は不吉であるとして生まれたばかりの我が娘の殺害を命じた。しかし、命じられた将軍は乳児を殺すに忍びず、アストリアと名づけて密かに育てた。
やがてアストリアが美しく成長した頃、第三次ポエニ戦争が勃発。祖国に滅亡の危機が迫る…。

## 書誌情報
- カルタゴ -愛の戦士たち-、初版発行日1980年7月5日
  - 表題作に加えて、『きこえませんか?』、『ラブポエム』、なかよし1979年6月号掲載の『フェアリー＝ベルに敬礼!』を収録